# Вануа-Лава
Вануа-Лава — другий за величиною острів Бенкс у провінції Торба, Вануату, після трохи більшого острова Гауа. Він розташований близько 120 км на північний-північний схід від Еспіриту-Санту та на північ від Гауа.

## Назва
Назва Вануа Лава [βanua laβa] походить від мови мота, яка використовувалася як основна мова меланезійської місії. Місцеві жителі називають острів Vōnōlav [βonoˈlaɸ]/ [βʊnʊˈlaɸ] у Вурес і Мвесен, Вунулава [funulafa] у Vera'a та Vunulāv [βunuˈlɒ̝ɸ] в Лемеригу. Мовою іммігрантів Mwotlap це називається Apnōlap [apnʊˈlap] (з локативним префіксом а-). Скорінні мови в інших мовах Торрес-Бенкс включають Ло-Тога Веніелаве [βəniəlaˈβə] і Lakon Vanōlav [βanʊˈlaɸ]. Усі ці терміни походять від форми прото-Торрес–Бенкс * βanua laβa «Велика земля».

## Історія
Вануа-Лава була вперше помічена європейцями під час іспанської експедиції Педро Фернандеса де Кіроса з 25 по 29 квітня 1606 року. Тоді острів назвали Портал де Белен («Вертеп» іспанською).
Вануа-Лава вперше дослідив єпископ Нової Зеландії Джордж Август Селвін у 1859 році. Поклади сірки на горі Суретамат свого часу розроблялися французькою компанією. Копра є основним експортним товаром.

## Географія

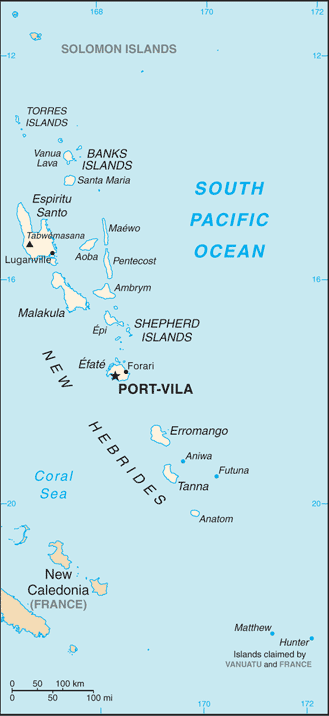
Розташування островів Бенкс на півночі Вануату

Площа острова приблизно 25 км з півночі на південь і 20 км зі сходу на захід. Має земельну площу 314 км². Столиця провінції Торба, Сола, розташована на східній стороні острова, в Порт-Паттесон.
Найбільша висота на острові становить 946 м. Гора Суретамате (від Мота), також відома як Suretimiat або Seretimiat (від Vurës) і Sere'ama (від Lemerig і Vera'a), висота якої становить 921 м, є діючим вулканом: його останнє велике виверження був у 1965 році. На острові є дві природні гавані, Порт Паттесон на сході та затока Вуреас (Вурес) на південному заході. На схід від острова розташовані острівці Квакеа і Равенга. Бухта Вотерфолл лежить на західній стороні острова.

## Тваринний світ
Верхні схили гори Суретамате та більшу частину північно-східної берегової лінії острова (14 850 га) було визнано BirdLife International як Важливу орнітологічну територію (IBA), оскільки тут живуть популяції великонога вануатського, пінона вануатського, тілопо вануатського, тілопо червоночеревого, пальмові лорікети, медовички кардиналової, медовка білочеревова, ріроріро віялохвостого, оругеро довгохвостого, віялохвістки строкатоволого, міагри меланезійської, монарх-арлекіна, монарх-великодзьобого південного, кущавника меланезійського та окулярника жовтолобого. Тут також розмножуються колонії морських птахів тайфунників коротконогих і тайфунників макаулійських. Інші тварини, знайдені на острові, включають кокосових крабів і летючих лисиць Бенкса.

## Населення та мови
За переписом 2009 року населення Вануа-Лава становило 2623 особи.
Вануа-Лава є домом для чотирьох корінних мов: вурес, на якій розмовляє близько 2000 осіб; вера'а, з 500; і дві мови, що вмирають, мвезен з 10 носіями та лемеріг з лише двома живими носіями. Інші мови на острові, якими розмовляють спільноти мігрантів, включають мвотлап (на північно-східному узбережжі) і мота (на сході). Мовою, якою найчастіше розмовляють у Солі, адміністративній столиці, де зустрічаються люди з різним мовним походженням, є біслама.
Очевидно, у минулому на Вануа-Лаві було багато мов, деякі з яких зникли з середини 19 століття.

## Транспорт
На острові є аеропорт (код IATA SLH), до якого Air Vanuatu літає тричі на тиждень. На острові є одна дорога, але мало транспорту.